# 崔煕渉
崔 希涉（チェ・ヒソプ、1979年3月16日 - ）は、大韓民国の元プロ野球選手（内野手）。2002年にシカゴ・カブスでメジャーデビューを果たしている。韓国人野手初のメジャーリーガーである。「ビッグ・チョイ」と呼ばれることもある。

## 経歴

### アメリカ時代
デレク・リー（シカゴ・カブス）の父親で、日本でも馴染み深いレオン・リーがカブスのアジア担当スカウトだった時に、発掘してきた選手である。高麗大学を中退しカブスに入団。カブスのマイナー時代はたびたび有望新人リストに掲載され、マーク・グレースの後継者と評されるほどの注目を集めていた。
2002年9月のロースター拡大に伴ってメジャーに昇格して初出場を果たす。2003年シーズンはメジャーで開幕を迎え、出場機会も増えた。しかし、同年のインターリーグにおけるヤンキース戦でサード側に飛んだフライを追いすぎて投手のケリー・ウッドと交錯、後頭部を地面に打って脳震盪を起こし、球場内に救急車が入るほどの騒ぎとなってしまった（日本ではこのシーンがBSで放映された）。この怪我が原因で故障者リスト入りし、その後は出場機会が激減。結局80試合出場に止まり、カブスはポストシーズン進出を果たしたがロースターからは漏れた。
2003年シーズンオフ、奇しくもデレク・リーとのトレードでフロリダ・マーリンズに移籍。2004年シーズンは4月だけで9本のホームランを打つなど、ついに期待されていた大砲としての素質が開花したかのように見えた。しかし、5月以降は6本しか打てなかった。それでも、2割7分台の打率の割には高い3割8分台の出塁率を評価されて、同年のトレード締め切りの直前にブラッド・ペニーと一緒にポール・ロデューカ、ギレルモ・モタとの交換トレードでロサンゼルス・ドジャースに移籍した。ドジャースでは同じポジションに主砲のショーン・グリーンがいたため出場機会が減り、一塁の控え要員に回された。同年のプレイオフではセントルイス・カージナルスとのディビジョン・シリーズの第1戦に代打として出場、凡打に終わった。
ショーン・グリーンがダイヤモンドバックスに移籍した2005年シーズンの序盤は、オルメド・サインズとのツープラトンで相手先発が右投手の時のスタメン一塁手を務めていたが、終盤戦はジェイソン・フィリップスにポジションを奪われ、一塁の控え兼代打要員としてベンチを温める機会が多かった。
2006年に行われたワールド・ベースボール・クラシックでは韓国代表のメンバーに選ばれ、4番を打った。なお、アメリカ戦では、ダン・ウィーラーからだめ押しのスリーラン本塁打を打ってチームの韓国代表の勝利および2次リーグ突破の立役者にもなった。この年の春季キャンプ中にウェーバーに掛けられ、ボストン・レッドソックスに移籍。しかし、キャンプ終了後にカットされてマイナー行きとなり、3Aのポータケット・レッドソックスでシーズンをはじめる。この年は故障続きでメジャーに一度も昇格することなく、シーズン途中でメジャーの40人ロースターから外された。シーズン後にはマイナー契約を交わしていたポータケット・レッドソックスからも解雇され、自由契約。2007年の春季キャンプにはタンパベイ・デビルレイズとスプリット契約を交わして参加したが、40人ロースターに入ることなく解雇され、韓国に帰国することとなった。

### 起亜時代
2007年3月、KBO（韓国野球委員会）の海外進出選手特別ドラフトで、出身高校の所在地である光州広域市をフランチャイズ保護地域として持つ起亜タイガースが指名した。5月に起亜への入団が正式決定し、契約金8億ウォン、年俸3億5000万ウォンと破格の待遇で迎えられた。
2006年末にはメジャーリーグ番組のレポーターをしていた日本人女性と婚約したが、2007年11月には婚約破棄が伝えられた。
起亜入団時には、本拠地光州だけでなく各地の球場が崔希涉見たさに満員となったが、調整不足と相手のマークが厳しかったこともありまったく打てず、脇腹痛もありすぐに2軍落ちした。だが7月に1軍復帰後本来の実力を見せ始め、韓国1年目の成績は52試合に出場、打率.337、67安打、7本塁打、46打点の好成績を残した。
2008年は、キャンプから原因のわからない頭痛を訴え、トレーニング不足による故障と不振でシーズン途中1軍と2軍を行き来して、結局、背筋痛などで登録を抹消されたままシーズンを終了した。シーズンが終わって、前年より落ちた成績で、精神力の弱さも指摘された。また、メジャーリーグ出身選手の補強でシーズン直前の予想では優勝候補にまで挙がっていた所属チームの起亜タイガースは6位でシーズンを終え、彼の不振がその一因として挙げられた。この不振により、2009年の年俸は2億ウォンと、2008年より1億5000万ウォンも減額されてしまった。この時に年俸を巡って球団と摩擦を起こし、トレードを要求したが最終的には条件を飲んで残留した。
韓国3年目となった2009年は、打率3割、30本塁打、100打点を超える好成績でようやく本領を発揮し、チームの韓国シリーズ優勝に大きく貢献し、2010年シーズンの契約更改では、前年比倍増の年俸4億ウォンとなった。
2010年12月に、5歳年下の2006年度ミス・コリアのKim Yoo-miと結婚した。
2011年は過去2年と比べ、故障もあって出場試合数も減り成績も悪化した。
2012年1月、チームの合同練習などを無断欠席するなどの騒動を起こしたため、年俸は前年の半額以下の1億7000万ウォンとなり、球団から2000万ウォンの罰金が科せられた。同年も故障が多く、レギュラーとしての活躍はできなかった。この年のオフにも再び球団との摩擦および出場機会の増加を求めてトレードを志願したが、この時も移籍することはなかった。
2013年も出場機会が増えず、2014年の年俸は1億ウォンまで下がり同年は韓国で初めて一軍出場がなかった。
2015年限りで現役を引退。
2019年10月、起亜タイガースのコーチに就任。

## プレースタイル・人物
直球に滅法強い反面、変化球を苦手としている。
2005年6月のミネソタ・ツインズとの3連戦では3打席連続を含めて3試合で6本の本塁打を打って大砲の片鱗を見せたこともあるが、スイングスピードが遅く持ち前のパワーを生かしきれていないと評されている。

## 詳細情報

### 年度別打撃成績
| 年 度    | 球 団    | 試 合 | 打 席 | 打 数 | 得 点 | 安 打 | 二 塁 打 | 三 塁 打 | 本 塁 打 | 塁 打 | 打 点 | 盗 塁 | 盗 塁 死 | 犠 打 | 犠 飛 | 四 球 | 敬 遠 | 死 球 | 三 振 | 併 殺 打 | 打 率 | 出 塁 率 | 長 打 率 | O P S |
| -------- | -------- | ----- | ----- | ----- | ----- | ----- | -------- | -------- | -------- | ----- | ----- | ----- | -------- | ----- | ----- | ----- | ----- | ----- | ----- | -------- | ----- | -------- | -------- | ----- |
| 2002     | CHC      | 24    | 57    | 50    | 6     | 9     | 1        | 0        | 2        | 16    | 4     | 0     | 0        | 0     | 0     | 7     | 0     | 0     | 15    | 2        | .180  | .281     | .320     | .601  |
| 2003     | CHC      | 80    | 245   | 202   | 31    | 44    | 17       | 0        | 8        | 85    | 28    | 1     | 1        | 2     | 0     | 37    | 1     | 4     | 71    | 2        | .218  | .350     | .421     | .771  |
| 2004     | FLA      | 95    | 340   | 281   | 48    | 76    | 16       | 1        | 15       | 139   | 40    | 1     | 0        | 2     | 2     | 52    | 4     | 3     | 78    | 4        | .270  | .388     | .495     | .882  |
| 2004     | LAD      | 31    | 76    | 62    | 5     | 10    | 5        | 0        | 0        | 15    | 6     | 0     | 0        | 0     | 2     | 11    | 2     | 1     | 18    | 2        | .161  | .289     | .242     | .531  |
| '04計    | LAD      | 126   | 416   | 343   | 53    | 86    | 21       | 1        | 15       | 154   | 46    | 1     | 0        | 2     | 4     | 63    | 6     | 4     | 96    | 6        | .251  | .370     | .449     | .819  |
| 2005     | LAD      | 133   | 368   | 320   | 40    | 81    | 15       | 2        | 15       | 145   | 42    | 1     | 3        | 2     | 4     | 34    | 1     | 8     | 80    | 10       | .253  | .336     | .453     | .789  |
| 2007     | 起亜     | 52    | 220   | 199   | 20    | 67    | 17       | 0        | 7        | 105   | 46    | 3     | 1        | 0     | 3     | 18    | 0     | 0     | 37    | 9        | .337  | .386     | .528     | .914  |
| 2008     | 起亜     | 55    | 207   | 188   | 17    | 43    | 2        | 1        | 6        | 65    | 22    | 4     | 3        | 0     | 1     | 15    | 2     | 3     | 41    | 4        | .229  | .295     | .346     | .640  |
| 2009     | 起亜     | 131   | 545   | 435   | 98    | 134   | 23       | 0        | 33       | 256   | 100   | 2     | 4        | 0     | 7     | 96    | 13    | 7     | 108   | 14       | .308  | .435     | .589     | 1.023 |
| 2010     | 起亜     | 126   | 532   | 444   | 78    | 127   | 22       | 1        | 21       | 214   | 84    | 4     | 3        | 0     | 3     | 81    | 7     | 4     | 109   | 17       | .286  | .398     | .482     | .880  |
| 2011     | 起亜     | 70    | 282   | 242   | 36    | 68    | 14       | 1        | 9        | 111   | 37    | 1     | 1        | 0     | 1     | 39    | 2     | 0     | 61    | 7        | .281  | .379     | .459     | .838  |
| 2012     | 起亜     | 80    | 301   | 246   | 31    | 62    | 17       | 0        | 7        | 100   | 42    | 1     | 1        | 0     | 3     | 50    | 5     | 2     | 53    | 9        | .252  | .379     | .407     | .785  |
| 2013     | 起亜     | 78    | 305   | 252   | 29    | 65    | 17       | 1        | 11       | 117   | 42    | 1     | 1        | 0     | 2     | 44    | 2     | 7     | 72    | 5        | .258  | .380     | .464     | .845  |
| 2015     | 起亜     | 42    | 149   | 125   | 18    | 32    | 3        | 0        | 6        | 53    | 20    | 0     | 0        | 0     | 1     | 22    | 0     | 1     | 34    | 2        | .256  | .369     | .424     | .793  |
| MLB：4年 | MLB：4年 | 363   | 1086  | 915   | 130   | 220   | 54       | 3        | 40       | 400   | 120   | 3     | 4        | 6     | 8     | 141   | 8     | 16    | 262   | 20       | .240  | .349     | .437     | .786  |
| KBO：8年 | KBO：8年 | 634   | 2541  | 2131  | 327   | 598   | 115      | 4        | 100      | 1021  | 393   | 16    | 14       | 0     | 21    | 365   | 31    | 24    | 515   | 67       | .281  | .388     | .479     | .868  |

- 各年度の太字はリーグ最高

### 背番号
- 19 （2002年 - 2003年）
- 25 （2004年 - 同年途中）
- 5 （2004年途中 - 2005年）
- 23 （2007年 - 2015年）
- 78 （2020年 - ）

## 表彰
MLB
- ルーキー・オブ・ザ・マンス：1回（2003年4月）

KBO
- ゴールデングラブ賞：1回　一塁手（2009年）